# Defesa ganha campeonatos
"Defesa ganha campeonatos" é um clichê esportivo e aforismo usado, particularmente em esportes de equipe, para explicar que, embora o ataque de um time possa ser cativante ou chamativo, um campeonato é vencido por meio do esforço na defesa. A frase é frequentemente creditada ao técnico de futebol americano Bear Bryant, que liderou o Alabama Crimson Tide a seis campeonatos durante sua gestão no time.
O termo tem sido comumente usado por pessoal esportivo, incluindo executivos, treinadores e jogadores, bem como escritores de mídia. Pesquisas sobre a validade da alegação indicam que o forte desempenho defensivo de fato tem sobreposição com o sucesso no campeonato, embora exista uma correlação aproximadamente equivalente entre o forte desempenho ofensivo e o sucesso no campeonato.

## História e uso

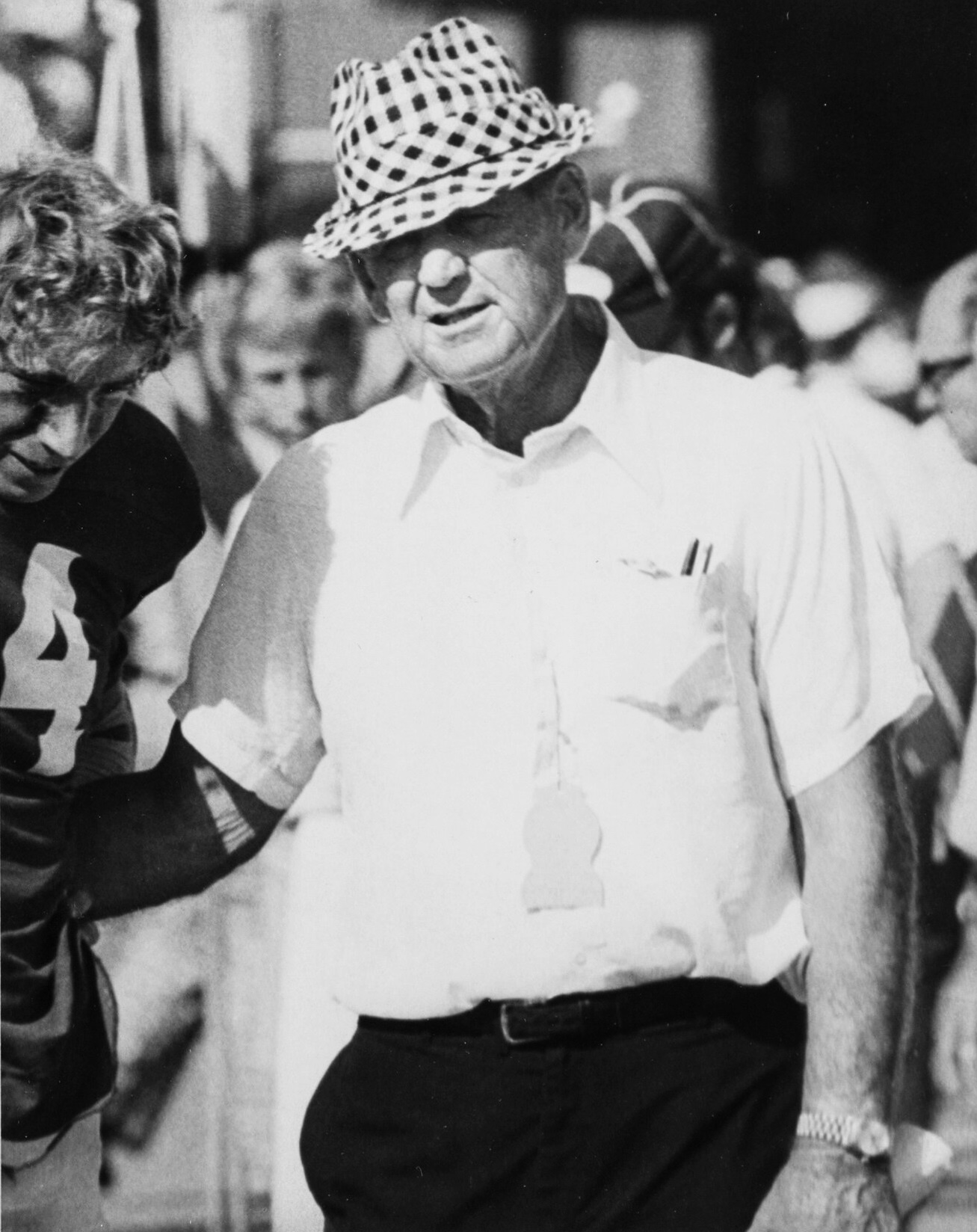
Bear Bryant (fotografado em 1977) é creditado por cunhar a frase

Paul "Bear" Bryant é frequentemente creditado por cunhar a frase, que deriva de uma citação mais longa atribuída a ele: "O ataque vende ingressos. A defesa ganha campeonatos". A citação também foi alternativamente atribuída a Bryant, ou recitada como "O ataque ganha jogos. A defesa ganha campeonatos". Bryant foi o treinador principal do time de futebol americano Alabama Crimson Tide de 1958 a 1982. Durante sua gestão, o Alabama ganhou seis campeonatos nacionais. Os times Crimson Tide durante as décadas de 1960 e 1970 foram notavelmente dominantes no lado defensivo da bola.
Outros treinadores, executivos de equipe e os próprios jogadores também foram citados invocando a frase. O técnico do Seattle Sounders FC, Brian Schmetzer, declarou: "A defesa ganha campeonatos. É verdade em muitos esportes diferentes, certamente no nosso [futebol]". O gerente geral do Dallas Mavericks, Nico Harrison, usou a frase ao defender sua troca de Luka Dončić para o Los Angeles Lakers em fevereiro de 2025. O quarterback do Philadelphia Eagles, Jalen Hurts, usou a frase ao elogiar seus companheiros de defesa após a vitória do time no Super Bowl LIX.
A frase também se tornou comumente usada por jornalistas esportivos, ao ponto do clichê. Embora a frase continue sendo comumente usada no futebol americano — tanto no nível universitário quanto profissionalmente na National Football League (NFL) — o termo se tornou onipresente na mídia esportiva, sendo aplicado a outros esportes coletivos. O ex-jogador da NFL Dominique Foxworth criticou a natureza clichê da frase, escrevendo "Como qualquer frase cativante, o clichê já significou algo muito específico, mas depois de anos de uso excessivo, o significado dessas palavras desgastadas se desgastou para uma platitude enfadonha".

## Pesquisa e análise
Algumas análises estatísticas por pesquisadores acadêmicos e membros da mídia esportiva forneceram uma rejeição moderada à afirmação do ditado. Pesquisas sobre o conceito mostraram que um bom jogo ofensivo, além de um bom jogo defensivo, leva a campeonatos, em vez de apenas o último, e que a correlação entre desempenho defensivo e sucesso nos playoffs é semelhante à correlação entre desempenho ofensivo e sucesso nos playoffs. Jared Mueller do USA Today deu um passo além, dando uma vantagem firme ao desempenho ofensivo. Antes do Super Bowl LVI, Mueller escreveu que "Uma olhada nos participantes do Super Bowl desde 2011 mostra muito claramente que quase sempre apenas grandes ataques chegam ao grande jogo".
Mark Otten, professor associado de psicologia na Universidade do Estado da Califórnia em Northridge escreveu sobre um estudo para o qual contribuiu; escrevendo sobre a análise do estudo sobre campeões da NFL, Otten declarou "Depois de executar algumas análises de regressão, descobrimos que a defesa, de fato, ganha campeonatos. Quanto menos [...] jardas um time permitia na temporada regular, mais vitórias nos playoffs eles tendiam a ter", mas acrescentou que "a mesma análise revelou que as jardas ganhas ofensivamente durante a temporada se correlacionavam de forma semelhante — quase idêntica, na verdade — com o sucesso subsequente nos playoffs". Gary Sutton, autor de Statistics Slam Dunk: Statistical Analysis with R on Real NBA Data, escreveu que os testes conduzidos por ele e seus colaboradores "todos sugerem fortemente que a defesa pode ser um pouco mais importante do que o ataque" e "não há evidências de que a defesa seja clara e inequivocamente mais importante do que o ataque". Sutton e seus colaboradores aplicaram três técnicas estatísticas diferentes em suas pesquisas sobre o tema: testes de correlação, ANOVAs e regressões logísticas.